# Liste des conseillers départementaux de l'Isère
Pour un article plus général, voir Conseil départemental de l'Isère.
Le conseil départemental de l'Isère est composé de 58 membres (29 conseillers départementaux et 29 conseillères départementales) issus des 29 cantons de l'Isère. Ils ont été élus lors des élections départementales des 22 et 29 mars 2015.

## Composition par parti et par groupe
Le conseil départemental de l'Isère comprend 58 conseillers départementaux issus des 29 cantons de l'Isère.

### Mandat 2021-2028
| Président du Conseil départemental   |       |       |      |                                  |
| Jean-Pierre Barbier (LR)             |       |       |      |                                  |
| Parti                                | Sigle | Sigle | Élus | Groupes                          |
| Majorité (40 sièges)                 |       |       |      |                                  |
| Les Républicains                     |       | LR    | 17   | Droite, centre et société civile |
| Divers droite                        |       | DVD   | 7    | Droite, centre et société civile |
| Union des démocrates et indépendants |       | UDI   | 5    | Droite, centre et société civile |
| Divers centre                        |       | DVC   | 5    | Droite, centre et société civile |
| Agir                                 |       | Agir  | 1    | Droite, centre et société civile |
| Reconquête                           |       | REC   | 1    | Droite, centre et société civile |
| Divers centre                        |       | DVC   | 3    | Démocratie et Progrès            |
| MoDem                                |       | MoDem | 2    | Démocratie et Progrès            |
| Divers centre                        |       | DVC   | 2    | Sans étiquette                   |
| Opposition (18 sièges)               |       |       |      |                                  |
| Parti socialiste                     |       | PS    | 4    | Le Printemps isérois             |
| Europe Écologie Les Verts            |       | EÉLV  | 4    | Le Printemps isérois             |
| Parti communiste français            |       | PCF   | 3    | Le Printemps isérois             |
| La France insoumise                  |       | LFI   | 2    | Le Printemps isérois             |
| Divers gauche                        |       | DVG   | 2    | Le Printemps isérois             |
| Génération.s                         |       | G.s   | 1    | Le Printemps isérois             |
| La République en marche              |       | LREM  | 1    | Démocrate, Libéral et Humaniste  |
| MoDem                                |       | MoDem | 1    | Démocrate, Libéral et Humaniste  |

### Mandat 2015-2021
| Président du Conseil départemental    |       |       |      |                                                    |
| Jean-Pierre Barbier (LR)              |       |       |      |                                                    |
| Parti                                 | Sigle | Sigle | Élus | Groupes                                            |
| Majorité (36 sièges)                  |       |       |      |                                                    |
| Les Républicains                      |       | LR    | 25   | Les Républicains                                   |
| Union des démocrates et indépendants  |       | UDI   | 1    | Les Républicains                                   |
| Union des démocrates et indépendants  |       | UDI   | 3    | UDI et apparentés                                  |
| Mouvement radical                     |       | MR    | 1    | UDI et apparentés                                  |
| Les Républicains                      |       | LR    | 1    | Non-inscrit                                        |
| Divers droite                         |       | DVD   | 2    | Sans étiquette                                     |
| Les Républicains                      |       | LR    | 1    | Sans étiquette                                     |
| La République en marche               |       | LREM  | 2    | La République en marche                            |
| Opposition (22 sièges)                |       |       |      |                                                    |
| Parti socialiste                      |       | PS    | 13   | Parti socialiste et apparentés                     |
| Parti communiste français             |       | PCF   | 4    | Communistes et gauche unie-solidaire               |
| Divers gauche                         |       | DVG   | 1    | Communistes et gauche unie-solidaire               |
| Europe Écologie Les Verts             |       | EÉLV  | 2    | Rassemblement des citoyens - solidarité & écologie |
| Forum social des quartiers populaires |       | FSQP  | 1    | Rassemblement des citoyens - solidarité & écologie |
| Divers gauche                         |       | DVG   | 1    | Rassemblement des citoyens - solidarité & écologie |

## Les 58 conseillers et conseillères du département
| Canton               | Conseillers                | Conseillers | Conseillers                      | |
| -------------------- | -------------------------- | ----------- | -------------------------------- | --- |
| Bièvre               | Jean-Pierre Barbier        |             | LR                               | Président du Conseil départemental |
| Bièvre               | Claire Debost              |             | LR                               | |
| Bourgoin-Jallieu     | Vincent Chriqui            |             | LR                               | Maire de Bourgoin-Jallieu 12e vice-président chargé de la Transition écologique                                                            |
| Bourgoin-Jallieu     | Mireille Blanc Voutier     |             | LR                               | Médecin au centre hospitalier Pierre Oudot                                                                                                 |
| Chartreuse-Guiers    | Céline Dolgopyatoff Burlet |             | DVC                              | Directrice marketing communication 9e vice-présidente chargée de l'Environnement et de la Biodiversité                                     |
| Chartreuse-Guiers    | Roger Marcel               |             | DVC                              | Maire d'Aoste |
| Charvieu-Chavagneux  | Gérard Dézempte            |             | LR (2021-2022) REC (depuis 2022) | Maire de Charvieu-Chavagneux Président de la communauté de communes Lyon Saint-Exupéry en Dauphiné                                         |
| Charvieu-Chavagneux  | Annick Merle               |             | LR                               | Maire de Frontonas 3e vice-présidente chargée des Ressources humaines et de l'Évaluation des politiques publiques                          |
| Échirolles           | Daniel Bessiron            |             | DVG                              | Adjoint au maire d'Échirolles |
| Échirolles           | Amandine Demore            |             | PCF                              | Adjointe au maire d'Échirolles |
| Fontaine-Seyssinet   | Anne-Sophie Chardon        |             | MoDem                            | Adjointe au maire de Fontaine |
| Fontaine-Seyssinet   | Christophe Revil           |             | DVC                              | Maire de Claix Conseiller métropolitain de Grenoble-Alpes Métropole                                                                        |
| Fontaine-Vercors     | Nathalie Faure             |             | DVD                              | Journaliste spécialisée montagne Vice-présidente déléguée à la Montagne                                                                    |
| Fontaine-Vercors     | Franck Longo               |             | MoDem                            | Maire de Fontaine Conseiller métropolitain de Grenoble-Alpes Métropole                                                                     |
| Le Grand-Lemps       | Isabelle Mugnier           |             | DVD                              | |
| Le Grand-Lemps       | Cyrille Madinier           |             | LR                               | Chef d'entreprise Maire de Flachères |
| Grenoble-1           | Sophie Romera              |             | LFI                              | Conseillère municipale de Fontaine |
| Grenoble-1           | Benjamin Trocmé            |             | EÉLV                             | |
| Grenoble-2           | Jérôme Cucarollo           |             | EELV                             | |
| Grenoble-2           | Eléonore Kazazian-Balestas |             | DVG                              | Conseillère municipale de Saint-Égrève |
| Grenoble-3           | Simon Billouet             |             | LFI                              | Professeur de mathématiques |
| Grenoble-3           | Pauline Couvent            |             | EÉLV                             | Ingénieure |
| Grenoble-4           | Amandine Germain           |             | PS                               | Militante associative |
| Grenoble-4           | Pierre Didier Tchétché     |             | G.s                              | Chargé de mission solidarités dans la fonction publique                                                                                    |
| Haut-Grésivaudan     | Christophe Borg            |             | LR                               | Maire de Pontcharra Conseiller communautaire du Grésivaudan                                                                                |
| Haut-Grésivaudan     | Martine Kohly              |             | UDI                              | Conseillère municipale d'Allevard 7e vice-présidente chargée de l'Enfance, de la Famille, de la Jeunesse et des Sports                     |
| L'Isle-d'Abeau       | Jean Papadopulo            |             | UDI                              | Conseiller municipal de Saint-Jean de Bournay, Président de la communauté d'agglomération de la Porte de l'Isère                           |
| L'Isle-d'Abeau       | Cathy Simon                |             | app UDI                          | Conseillère municipale de L'Isle-d'Abeau Conseillère communautaire de la Porte de l'Isère                                                  |
| Matheysine-Trièves   | Fabien Mulyk               |             | UDI                              | Maire de Corps |
| Matheysine-Trièves   | Frédérique Puissat         |             | LR                               | Sénatrice de l'Isère |
| Meylan               | Joëlle Hours               |             | DVC                              | Professeure agrégée d’Économie politique à l'université Grenoble-Alpes Conseillère municipale de Meylan                                    |
| Meylan               | Franck Benhamou            |             | LREM                             | Avocat libéral à la cour d'appel de Grenoble                                                                                               |
| Morestel             | Annie Pourtier             |             | LR                               | Maire du Bouchage Vice-présidente de la communauté de communes des Balcons du Dauphiné                                                     |
| Morestel             | Olivier Bonnard            |             | LR                               | Maire de Creys-Mépieu |
| Le Moyen Grésivaudan | Christophe Suszylo         |             | DVD                              | Maire du Versoud 14e vice-président chargé du Tourisme et de l'Attractivité                                                                |
| Le Moyen Grésivaudan | Annick Guichard            |             | DVD                              | Retraitée Maire de La Terrasse |
| Oisans-Romanche      | Marie Questiaux            |             | EELV                             | Directrice transformation sociale et environnementale                                                                                      |
| Oisans-Romanche      | Gilles Strappazzon         |             | PS                               | Maire de Saint Barthélemy-de-Séchilienne Conseiller métropolitain de Grenoble-Alpes Métropole                                              |
| Le Pont-de-Claix     | Michel Doffagne            |             | DVD                              | Adjoint au maire de Jarrie |
| Le Pont-de-Claix     | Sandrine Martin-Grand      |             | LR                               | 1re vice-présidente chargée de l'Équité territoriale                                                                                       |
| Roussillon           | Christelle Grangeot        |             | DVD                              | Maire de Bellegarde-Poussieu |
| Roussillon           | Robert Duranton            |             | LR                               | Maire de Roussillon Vice-président de la communauté de communes du Pays roussillonnais                                                     |
| Saint-Martin-d'Hères | Françoise Gerbier          |             | PCF                              | Maire de Venon (2008-2020) Conseillère métropolitaine de Grenoble-Alpes Métropole (2014-2020)                                              |
| Saint-Martin-d'Hères | David Queiros              |             | PCF                              | Maire de Saint Martin-d'Hères Conseiller métropolitain de Grenoble-Alpes Métropole                                                         |
| Le Sud Grésivaudan   | Imen de Smedt              |             | DVC                              | Adjointe au maire de Saint-Marcellin |
| Le Sud Grésivaudan   | Bernard Perazio            |             | DVC                              | Conseiller municipal d'Auberives-en-Royans 6e vice-président chargé des Mobilités et de la Construction publique                           |
| La Tour-du-Pin       | Delphine Hartmann          |             | DVD                              | Maire de Dolomieu, membre d'Agir 13e vice-présidente chargée de l'Autonomie et des Handicaps                                               |
| La Tour-du-Pin       | Fabien Rajon               |             | LR                               | Avocat Maire de La Tour-du-Pin |
| Tullins              | Amélie Girerd              |             | PS                               | Maire de Renage Conseillère communautaire de Bièvre Est                                                                                    |
| Tullins              | André Vallini              |             | PS                               | Sénateur de l'Isère |
| La Verpillière       | Damien Michallet           |             | LR                               | Maire de Satolas-et-Bonce 8e vice-président chargé de la Stratégie numérique                                                               |
| La Verpillière       | Aurélie Vernay             |             | LR                               | Conseillère municipale de Roche |
| Vienne-1             | Christophe Charles         |             | DVD                              | Maire de Luzinay 11e vice-président chargé de l'Action sociale, de l'Insertion et du Logement                                              |
| Vienne-1             | Martine Faïta              |             | UDI                              | Maire de Pont-Évêque |
| Vienne-2             | Isabelle Dugua             |             | DVD                              | Maire des Roches-de-Condrieu |
| Vienne-2             | Patrick Curtaud            |             | LR                               | Adjoint au maire de Vienne 4e vice-président chargé de la Culture, du Patrimoine, du Devoir de mémoire et de la Coopération internationale |
| Voiron               | Anne Gérin                 |             | UDI                              | Adjointe au maire de Voreppe Conseillère communautaire du Pays voironnais                                                                  |
| Voiron               | Julien Polat               |             | LR                               | Maire de Voiron 2e vice-président chargé des Finances et de la Contractualisation                                                          |